# 释崇化
释崇化（1971年6月—），男，汉族，云南晋宁人，中国佛教僧人，现任中国佛教协会常务理事，云南省佛教协会副会长，昆明宝华寺住持、大理崇圣寺住持，第十三届全国政协委员。